# Michel Roussier
Michel Roussier est un négociant et homme politique français né le 28 juillet 1744 à Marseille et décédé le 29 janvier 1806 à Marseille.

## Biographie
Michel Roussier est le fils de Michel Roussier, négociant, et de Marguerite Martin. Il suit sa scolarité au collège Sainte-Marthe chez les Oratoriens et épouse Magdelaine Raymone Hilarie Ursule Joseph Vidal. Leur fils, Casimir Roussier (1784-1856), sera conseiller municipal et président du tribunal de commerce de Marseille,, et son petit-fils, Louis Michel Roussier (1809-1877), adjoint au maire de Marseille.
Négociant dans sa ville natale, il s'attache à se former dans la jurisprudence commerciale et est régulièrement nommé comme arbitres dans des litiges commerciaux. Il devient directeur de l'hospice et intendant du Bureau de la santé de Marseille.
Le 4 avril 1789, il est élu député du tiers-état aux États généraux de 1789 pour la sénéchaussée de Marseille. 
À l'Assemblée, il joue un rôle assez effacé, devient adjoint au doyen des communes, fait partie du comité des subsistances, prête le serment du Jeu de paume, et ne prend qu'une fois la parole pour proposer une définition du gouvernement monarchique. Il donne sa démission le 5 septembre 1790.
Il est président de l'administration du district de Marseille en 1791.
Le 4 mars 1791, il est élu membre de l'Académie de Marseille.

## En savoir plus

### Sources
1. ↑  Roussier, Jacques Casimir Barthélémy Melchior
2. ↑  « Cote LH/2407/12 », base Léonore, ministère français de la Culture
3. ↑  « Cote LH/2407/13 », base Léonore, ministère français de la Culture
4. ↑  Membres résidants de l’Académie de Marseille depuis sa fondation en 1726

- « Michel Roussier », dans Adolphe Robert et Gaston Cougny, Dictionnaire des parlementaires français, Edgar Bourloton, 1889-1891 [détail de l’édition]
- Claude-François Achard, Éloge de M. Roussier, Mémoires publiés par L'Académie de Marseille, Volume 5, 1807
- Paul Masson, Les Bouches-du-Rhône: encyclopédie départementale, Volume 4,Numéro 2, Archives départementales des Bouches-du-Rhône, 1931